# کازوکی هیراموتو
کازوکی هیراموتو (انگلیسی: Kazuki Hiramoto؛ زادهٔ ۱۸ اوت ۱۹۸۱) بازیکن فوتبال اهل ژاپن است.
از باشگاه‌هایی که در آن بازی کرده‌است می‌توان به باشگاه فوتبال توکیو وردی اشاره کرد.
وی همچنین در تیم ملی فوتبال زیر ۲۰ سال ژاپن بازی کرده‌است.